# Liste der Biografien/Gruh
Liste der Biografien |
Portal Biografien |
Personensuche
# |
A |
B |
C |
D |
E |
F |
G |
H |
I |
J |
K |
L |
M |
N |
O |
P |
Q |
R |
S |
T |
U |
V |
W |
X |
Y |
Z |
?
 
Ga |
Gb |
Gc |
Gd |
Ge |
Gf |
Gh |
Gi |
Gj |
Gk |
Gl |
Gm |
Gn |
Go |
Gp |
Gq |
Gr |
Gs |
Gu |
Gv |
Gw |
Gy |
Gz
 
Gra |
Grb–Grd |
Gre |
Grg |
Gri |
Grj |
Grk |
Grl |
Grm |
Gro |
Grs |
Gru |
Gry |
Grz
 
Grua |
Grub |
Gruc |
Grud |
Grue |
Gruf |
Grug |
Gruh |
Grui |
Gruj |
Grul |
Grum |
Grun |
Gruo |
Grup |
Grus |
Grut |
Gruv |
Gruw |
Gruy |
Gruz
Die Liste der Biografien führt alle Personen auf, die in der deutschsprachigen Wikipedia einen Artikel haben. Dieses ist eine Teilliste mit 30 Einträgen von Personen, deren Namen mit den Buchstaben „Gruh“ beginnt.

## Gruh

### Gruhl
- Gruhl, Carl (1862–1947), deutscher Bergbauunternehmer
- Gruhl, Ernst Friedrich (1822–1864), deutscher Kupferschmied und Glockengießer
- Gruhl, Friedrich (1778–1852), deutscher Kupferschmied und Glockengießer
- Gruhl, Hans (1921–1966), deutscher Schriftsteller
- Gruhl, Herbert (1921–1993), deutscher Politiker (CDU, GAZ/GRÜNE, ÖDP), MdB, Umweltschützer (BUND) und SchriftstellerHerbert Gruhl (1921–1993)

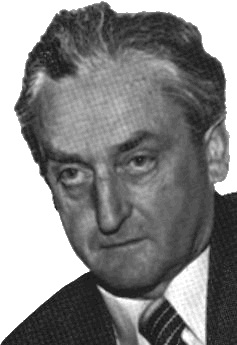
Herbert Gruhl (1921–1993)

- Gruhl, Hermann (1834–1903), deutscher Bergbauunternehmer
- Gruhl, Marie (1881–1929), deutsche Pädagogin und Studienrätin
- Gruhl, Matthias (* 1953), deutscher Mediziner und politischer Beamter
- Gruhl, Veronika (* 1986), deutsche Comic-Künstlerin und Illustratorin
- Gruhle, Gertraude (* 1938), deutsche Politikerin (CDU), MdL
- Gruhle, Hans Walter (1880–1958), deutscher Psychiater
- Gruhle, Jürgen (1959–2010), deutscher Sachbuchautor
- Gruhle, Wolfgang (1924–2017), deutscher Physiker

### Gruhn
- Grühn, Albert (1859–1906), deutschbaltischer evangelischer Theologe und Märtyrer
- Gruhn, Andreas (* 1959), deutscher Schauspieler und Theaterregisseur
- Grühn, Bettina (* 1970), deutsche Schauspielerin
- Grühn, Cosmo (* 1998), deutscher Basketballspieler
- Gruhn, Denise (* 1990), deutsche Schwimmerin
- Gruhn, Günter (1935–2019), deutscher Ingenieur und Professor für Verfahrenstechnik
- Gruhn, Hendrik (* 1994), deutscher Basketballspieler und -trainer
- Gruhn, Jouleen (* 1984), deutsche Politikerin (BSW), MdL
- Grühn, Petra Maria (* 1950), deutsche Schauspielerin, Theaterregisseurin und Theaterleiterin
- Gruhn, Ruth (1907–1988), deutsche Tierzüchterin und Hochschullehrerin
- Gruhn, Volker (* 1963), deutscher Informatiker und Hochschullehrer
- Gruhn, Walter, deutscher Informationstechnologe
- Gruhn, Wilfried (* 1939), deutscher Musikpädagoge und Musikforscher
- Gruhne, Hans (* 1988), deutscher Ruderer
- Gruhne, Nils (* 1998), deutscher E-Sportler in der Disziplin Counter-Strike: Global Offensive
- Gruhner, Stefan (* 1984), deutscher Politiker (CDU), MdLStefan Gruhner (* 1984)

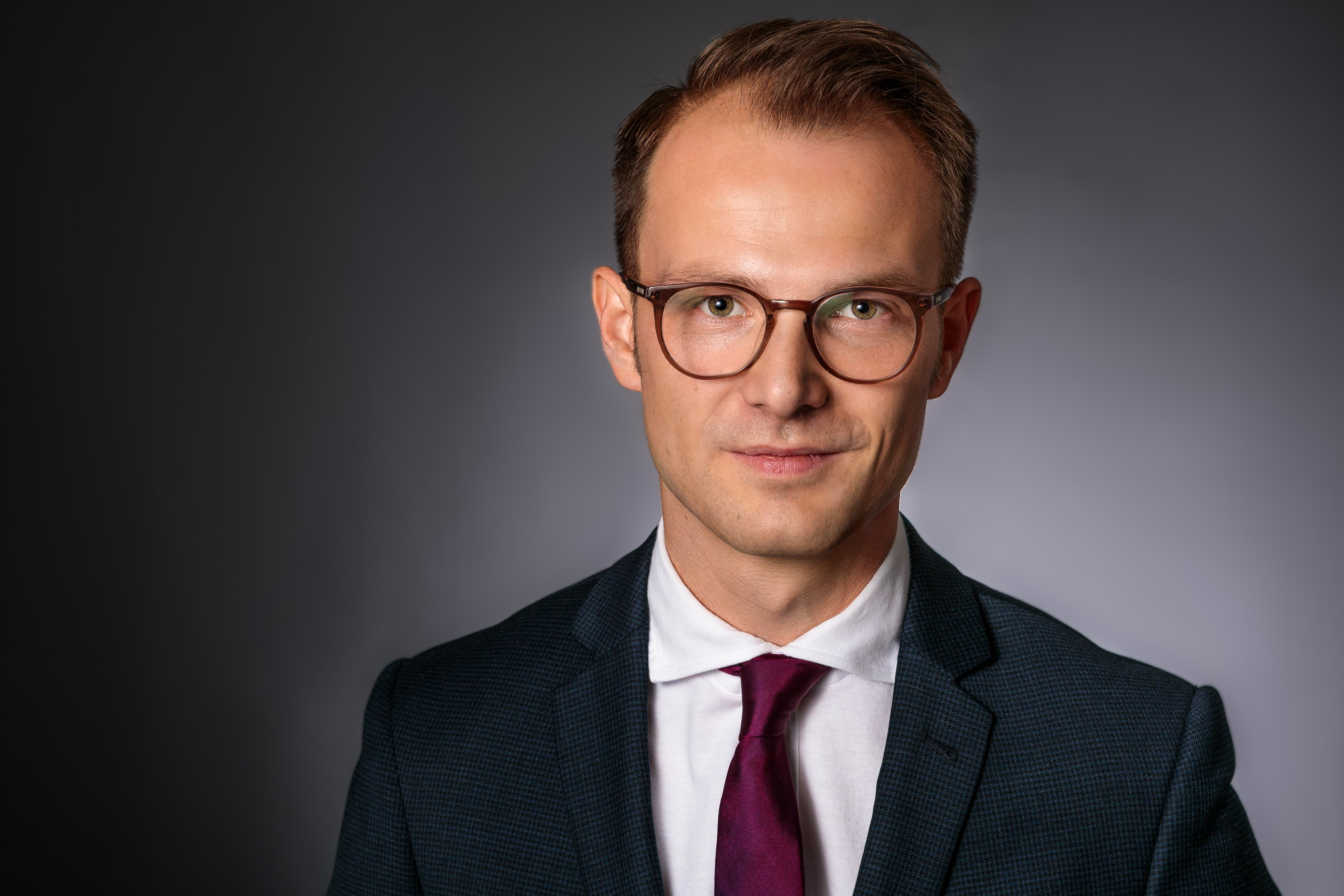
Stefan Gruhner (* 1984)

- Gruhnwald, Sylke (* 1981), deutsche Sinologin, Betriebswirtin und Journalistin